# Inger Miller
Inger Miller (*12 de junio de 1972 - ) es una atleta internacional, corredora por Estados Unidos de América. Es hija de Lennox Miller, una campeona olímpica.
Inger fue campeona mundial de 200 metros lisos en 1999, subcampeona mundial de 100 metros lisos, medallista de oro en el relevo de 4 × 100 metros en Atlanta 1996 y en los Campeonatos Mundiales de Atletismo de 1997 y 2001; y medallista de plata en el relevo de 4 × 100 metros en 2003.
Tras su retiro comenzó un negocio con Jill Hawkins, Producciones Miller-Hawkins, una compañía de coordinación de eventos. La compañía opera en Los Ángeles, California.